# 伊藤孝一
伊藤 孝一（いとう こういち、1887年4月12日 - 1954年4月17日）は、日本の実業家、登山家、映画監督もしくはドキュメンタリー映像作家。

## 概要
人生の前半は、豊富な私財を背景に多彩な趣味を昇華させた一方、実績は素封家の道楽として見做されることが多く、生前に業績に見合った評価を受けることは少なかった。

## 経歴
- 1887年（明治20年）4月12日 - 愛知県名古屋市に生まれる。
- 1901年（明治34年） - 父親が亡くなり、若くして家業（伊藤殖産合名会社）を継承。その後、旧制名古屋中学校、金沢中学校に学ぶ。
- 1916年（大正5年） - 弟とともに日本山岳会に入会。多額の寄付を行い、特別会員になる。
- 1923年（大正12年） - 積雪期の立山・黒部峡谷を横断し、ドキュメンタリー映画を撮影。
- 1924年（大正13年） - 薬師岳厳冬期初登頂、続けて奥黒部、槍ヶ岳積雪期初縦走に成功。
- 1931年（昭和6年） - 伊藤殖産が破産。
- 1932年（昭和7年） - 日本山岳会を脱会。
- 1954年（昭和29年）4月17日 - 東京都三鷹市にて死去。

## 登山家として
長野県大町市に拠点を構えていた百瀬慎太郎（歌人、大町山案内人組合設立者）、赤沼千尋（燕山荘経営者）らと親交を深め、1923年（大正12年）から翌年にかけて積雪期の北アルプス行を次々と成功させた。しかしながら、その登山は、後述する映画を撮影しつつ行われたこと。単一峰を目指す登山スタイルが主流であった当時、複数の峰を縦走するスタイルを採ったこと、さらには事前準備の段階で3軒の山小屋を多額の費用で建設し、多くの有名案内人を雇用して登山隊を編成していたことなど当時の登山の常識を覆すものばかりであり、多くの人達から反感を買う余地は多分にあった。
加えて、山行を行っていた1923年（大正12年）1月には、当時の日本登山界のリーダーである槇有恒、板倉勝宣、三田幸夫らが冬の立山で遭難し、板倉が死亡する事故があった。時期的に当時の登山界は、無名であった伊藤らの冬山の実績を手放しに讃える状況にはなく、「金にあかした大名登山」として埒外に無視せざるをえなかった。
その後も伊藤らの成果や業績は、登山界から黙殺され続けた。山行約10年後の1933年（昭和8年）、『積雪期登山』を著作した登山家の藤田信道は、伊藤の功績について「当時のスキー・アルピニスト達は、好感を以って迎えなかった。」と記述している。

## ドキュメンタリー映像作家
1923年（大正12年）の立山・黒部横断行、1924年（大正13年）の薬師岳から槍ヶ岳に至る縦走時には、映画カメラを持ち込み撮影を敢行。誰も観たことが無かった冬の北アルプスの風景を記録に収めた。映画は、「日本アルプス雪中登山」の題名で、東京帝国大学ほか各地で上映会が行なわれたほか、宮内省にも献上された。日本ではドキュメンタリー映画の概念が無かった時代であること、また、山岳地の映像すら無かった時代にいきなり雪山で困難な撮影（当時のカメラは手回し式である）が行われたこと。など、日本映画史の中でも特筆すべき映像となっている。これら映画や映像は、長らく埋もれていたが戦後に再発見、編集が行われ、2000年（平成12年）までに「立山、針ノ木峠越え」、「薬師、槍越え」の2本が世に出ている。黒部ダムの建設により水没した部分の黒部峡谷や有峰ダム建設以前の山村風景が記録されている貴重な映像ということもあり、郷土史資料としても一線級のものとなっている。

## 古典文学（稀覯本）収集
江戸時代の浮世草子、洒落本などを収集していた時期がある。書籍は、後に國學院大學図書館に寄贈され、甘露堂文庫として保管されている。

## 遺品
大町山岳博物館には、伊藤が生前に使用していたコンパスやランタン、寒暖計などが収蔵されている。